# География на Черна гора
Черна гора е държава разположена в Югоизточна Европа, в западната част на Балканския полуостров.

## Географско положение, граници, големина
Черна гора заема малък участък от западните райони на Балканския полуостров, покрай брега на Адриатическо море.  Обща площ 14 026 km², от които 214 km² представляват западната част на Шкодренското езеро. На запад граничи с Хърватия (14 km) и Босна и Херцеговина (225 km), на североизток със Сърбия (124 km), на изток с Косово (79 km) и на югоизток с Албания (172 km). На югозапад се мие от водите на Адриатическо море с дължина на бреговата линия 294 km.
Територията на Черна гора се простира между 41°50′ и 43°33′ с.ш. и между 18°26′ и 20°21′ и.д. Крайните точки на страната са следните:
- крайна северна точка – (43°33′31″ с. ш. 19°00′24″ и. д. / 43.558611° с. ш. 19.006667° и. д.), на границата с Босна и Херцеговина.
- крайна южна точка – (41°50′48″ с. ш. 19°22′20″ и. д. / 41.846667° с. ш. 19.372222° и. д.), устието на река Бояна в Адриатическо море.
- крайна западна точка – (42°29′02″ с. ш. 18°26′02″ и. д. / 42.483889° с. ш. 18.433889° и. д.), на границата с Хърватия.
- крайна източна точка – (42°50′00″ с. ш. 20°21′11″ и. д. / 42.833333° с. ш. 20.353056° и. д.), на границата със Сърбия и Косово.

## Релеф
Голяма част от територията на Черна гора е разположена в пределите на Динарските планини, където се издигат планините Маглич (2388 m) Дурмитор с връх Боботов кук (2522 m), Синявина (2253 m), Беласица 2137 m) и др. Най-високият връх на страната е Зла Колата (2535 m) в планината Проклетия. На югозапад се простира Черногорското карстово плато. Крайните хребети на Динарските планини стръмно се спускат към Адриатическо море, като оставят тясна крайбрежна равнинна ивица. На юг, около Шкодренското езеро се простира малка крайезерна равнина.

## Климат
В по-голямата част от страната климатът е умереноконтинентален, а по крайбрежието на Адриатическо море и около Шкодренското езеро – субтропичен, средиземноморски. Средната януарска температура е 6-8°С, а средната юлска – 24-25°С. Годишната сума на валежите е около 1800 mm, а по крайбрежието до 3000 mm, като този район е най-влажният в Европа.

## Води
Цялата територия на страната попада в два водосборни басейна, които я подялят почти по равно. На северозапад, север и североизток текат реките Ибър, Лим, Тара, Пива и други, принадлежащи към басейна на Дунав, респективно към Черноморския водосборен басейн. Реките в южната и югозападната част на Черна гора се оттичат към Адриатическо море. Тук най-големите са Мороча (113 km) с притока си Зета (89 km), вливаща се в Шкодренското езеро, от което изтича река Бояна (41 km), вливаща се в Адриатическо море. На югозапад в Черногорското карстово плато има няколко малки безотточни участъци.

## Растителност, животновъдство
Иглолистните и смесените гори заемат 18% от територията на страната, а по бреговете на Адриатическо море вирее средиземноморска храстова растителност. Животновъдството е слабо развито и екстензивно по характер. Отглеждат се най-много овце, кози и крави. Развито е пчеларството.